# Agios Dimitrianos (Bezirk Paphos)
Agios Dimitrianos (griechisch Άγιος Δημητριανός) ist eine Gemeinde im Bezirk Paphos in der Republik Zypern. Bei der Volkszählung im Jahr 2021 hatte sie 71 Einwohner. Im Dorf befindet sich die Kirche Agios Dimitrianos.

## Name
Der Name der Gemeinde stammt von Agios Dimitrianos, der auch der Schutzpatron der Gemeinde ist.

## Lage und Umgebung

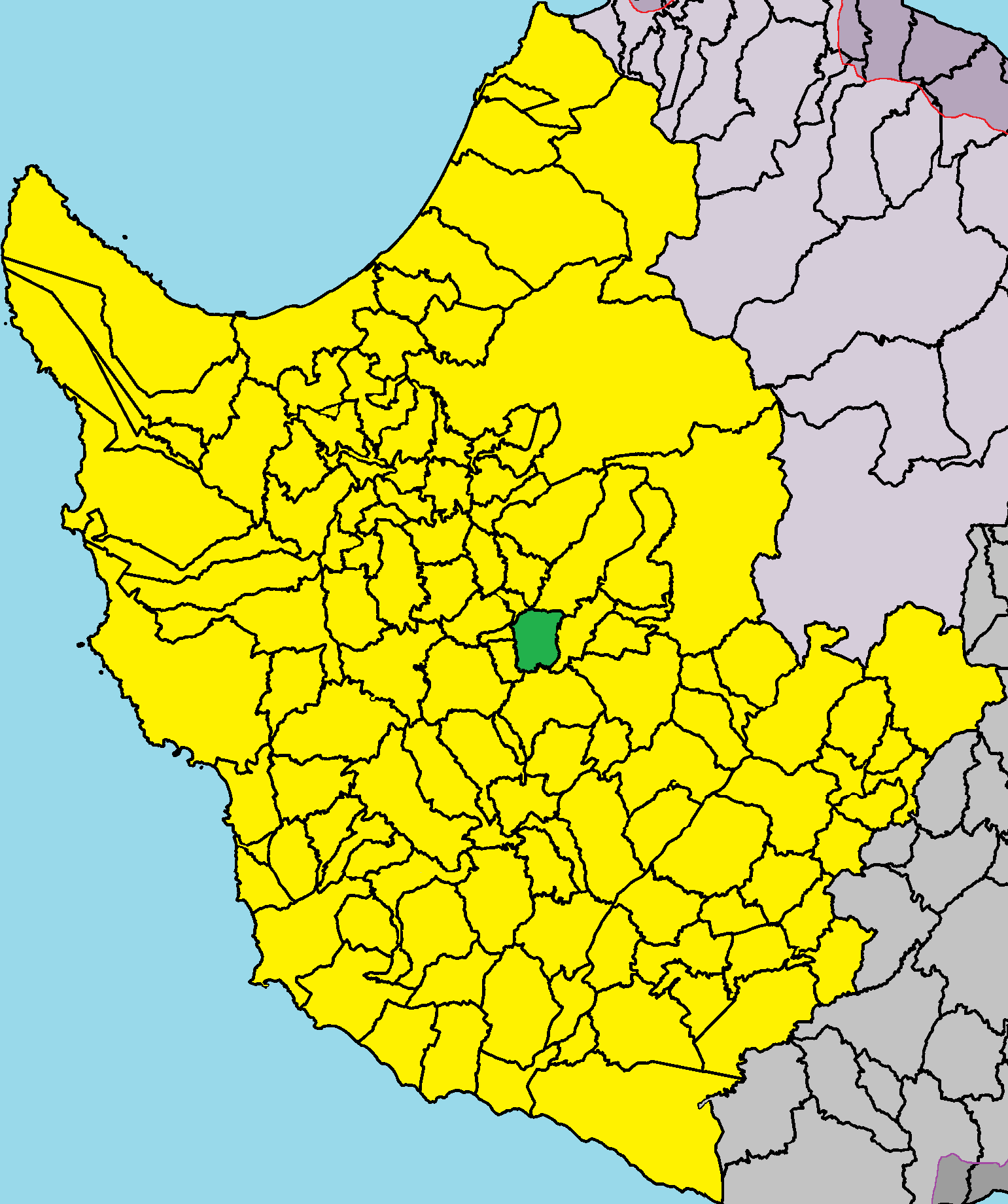
Lage im Bezirk Paphos

Agios Dimitrianos liegt auf einem Hügel über dem Ezousa-Tal im Westen der Mittelmeerinsel Zypern auf einer Höhe von etwa 515 Metern, etwa 23 Kilometer nordöstlich von Paphos. Das 5,42773 Quadratkilometer große Dorf grenzt im Norden an Fyti, im Nordosten an Kritou Marottou, im Osten an Kannaviou, im Süden an Choulou, im Westen an Psathi und im Südwesten an Milia. Das Dorf kann über die Straßen E703 und E712 erreicht werden.

## Bevölkerungsentwicklung
Laut den in Zypern durchgeführten Volkszählungen erlebte die Bevölkerung von Agios Dimitrianos mehrere Höhen und Tiefen. Die folgende Tabelle zeigt die Bevölkerung der Gemeinde gemäß den in Zypern durchgeführten Volkszählungen.
| Jahr      | 1881 | 1891 | 1901 | 1911 | 1921 | 1931 | 1946 | 1960 | 1976 | 1982 | 1992 | 2001 | 2011 | 2021 |
| Einwohner | 198  | 208  | 203  | 217  | 235  | 218  | 216  | 234  | 187  | 138  | 102  | 85   | 91   | 71   |